# Eupithecia bryanti
Eupithecia bryanti är en fjärilsart som beskrevs av Taylor 1906. Eupithecia bryanti ingår i släktet Eupithecia och familjen mätare. Inga underarter finns listade i Catalogue of Life.